# Leo Löwenthal
Leo Löwenthal, född 3 november 1900 i Frankfurt am Main, död 21 januari 1993 i Berkeley, Kalifornien, var en tysk sociolog och filosof. Han tillhörde Frankfurtskolan.

## Biografi
Löwenthal disputerade år 1923 vid Frankfurts universitet med en avhandling om Franz von Baaders socialfilosofi. Under 1920-talet verkade han vid Freies Jüdisches Lehrhaus, grundat av Franz Rosenzweig, och vid Institutet för socialforskning. Han inriktade sig särskilt på litteratursociologi och masskultur. Löwenthal har bland annat skrivit om fascistiska och antisemitiska agitatorers användning av psykosocial manipulation.